# Кубок Нідерландів з футболу 2000—2001
Кубок Нідерландів з футболу 2000–2001 — 83-й розіграш кубкового футбольного турніру в Нідерландах. Володарем кубка вдруге став Твенте.

## Календар
| Раунд            | Дата                           | Матчі | Клуби   |
| ---------------- | ------------------------------ | ----- | ------- |
| Попередній раунд | 8 серпня - 13 вересня 2000     | 120   | 86 → 46 |
| Перший раунд     | 20 вересня - 18 жовтня 2000    | 20    | 46 → 26 |
| Другий раунд     | 19 жовтня 2000 - 23 січня 2001 | 10    | 26 → 16 |
| 1/8 фіналу       | 24-27 січня 2001               | 8     | 16 → 8  |
| 1/4 фіналу       | 7 лютого - 14 березня 2001     | 4     | 8 → 4   |
| 1/2 фіналу       | 11-12 квітня 2001              | 2     | 4 → 2   |
| Фінал            | 24 травня 2001                 | 1     | 2 → 1   |

## 1/8 фіналу
| Команда 1                  | Рахунок | Команда 2    |
| -------------------------- | ------- | ------------ |
| 24 січня 2001              |         |              |
| ПСВ                        | 4:1     | Ден Босх (2) |
| 25 січня 2001              |         |              |
| Неймеген                   | 1:2     | Феєнорд      |
| 26 січня 2001              |         |              |
| Аякс                       | 1:2 дч  | Вітессе      |
| Рода                       | 2:0     | Утрехт       |
| Ексельсіор (Роттердам) (2) | 1:3     | АЗ           |
| 27 січня 2001              |         |              |
| Гераклес (2)               | 1:5     | Зволле (2)   |
| ВВВ-Венло (2)              | 0:1     | Геренвен     |
| Фортуна (Сіттард)          | 1:2     | Твенте       |

## 1/4 фіналу
| Команда 1       | Рахунок | Команда 2 |
| --------------- | ------- | --------- |
| 7 лютого 2001   |         |           |
| Рода            | 0:2     | ПСВ       |
| Вітессе         | 2:1     | АЗ        |
| Зволле (2)      | 3:4     | Твенте    |
| 12 березня 2001 |         |           |
| Геренвен        | 4:3     | Феєнорд   |

## 1/2 фіналу
| Команда 1      | Рахунок      | Команда 2 |
| -------------- | ------------ | --------- |
| 11 квітня 2001 |              |           |
| Геренвен       | 1:3          | ПСВ       |
| 12 квітня 2001 |              |           |
| Вітессе        | 0:0 пен. 3:4 | Твенте    |

## Фінал
| 24 травня 2001 |

| ПСВ                                                                | 0:0 дч   | Твенте                                                              |
| ------------------------------------------------------------------ | -------- | ------------------------------------------------------------------- |
|                                                                    | Протокол |                                                                     |
|                                                                    | Пенальті |                                                                     |
| Гофланд · ван Ністелрой · ван Боммел · де Йонг · Ватеррес · Колкка | 3:4      | Веннегор оф Гесселінк · Бут · Гейбах · Карнебек · Полак · Гюльсгофф |

| Феєнорд, Роттердам Глядачів: 45 000 Арбітр: Герман ван Дейк |